# Myricaria wardii
Myricaria wardii är en tamariskväxtart som beskrevs av Cecil Victor Boley Marquand. Myricaria wardii ingår i släktet klådrissläktet, och familjen tamariskväxter. Inga underarter finns listade.